# سنطيس

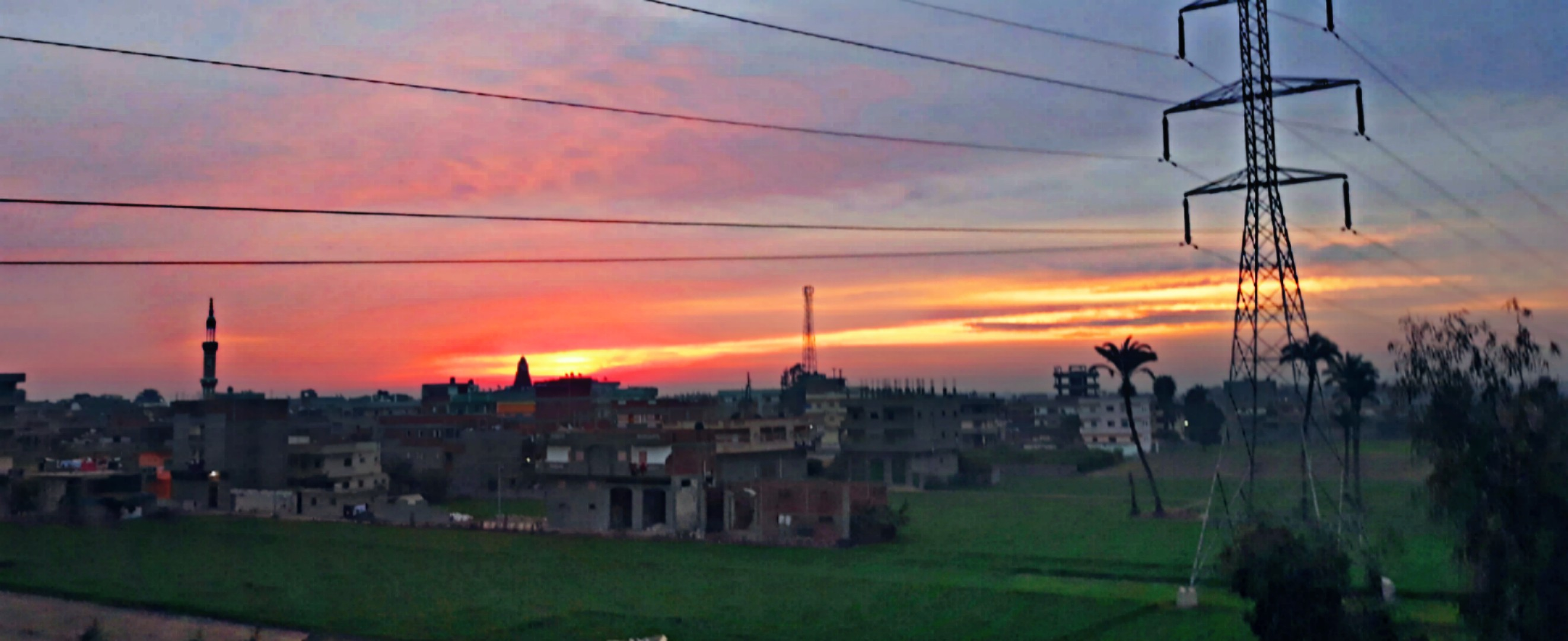
لحظة شروق الشمس على قرية سنطيس

قرية سنطيس هي إحدى القرى التابعة لمركز دمنهور في محافظة البحيرة في جمهورية مصر العربية. حسب إحصاءات سنة 2006، بلغ إجمالي السكان في سنطيس 7702 نسمة، منهم 4024 رجل و3678 امرأة.

## التاريخ
قرية سنطيس من القرى القديمة، حيث وردت باسم «سلطيس» في أعمال حوف رمسيس ضمن قرى الروك الصلاحي التي أحصاها ابن مماتي في كتاب قوانين الدواوين، كما وردت باسم «سنطيس» في أعمال البحيرة ضمن قرى الروك الناصري التي أحصاها ابن الجيعان في كتاب «التحفة السنية بأسماء البلاد المصرية». وفي العصر العثماني وردت باسم «سنطيس» في التربيع العثماني الذي أجراه الوالي العثماني سليمان باشا الخادم في عصر السلطان العثماني سليمان القانوني ضمن قرى ولاية البحيرة، وفي تاريخ 1228هـ/1813م الذي عدّ قرى مصر بعد المسح الذي قام به محمد علي باشا باسم «سنطيس» ضمن قرى مديرية البحيرة.

## المصادر

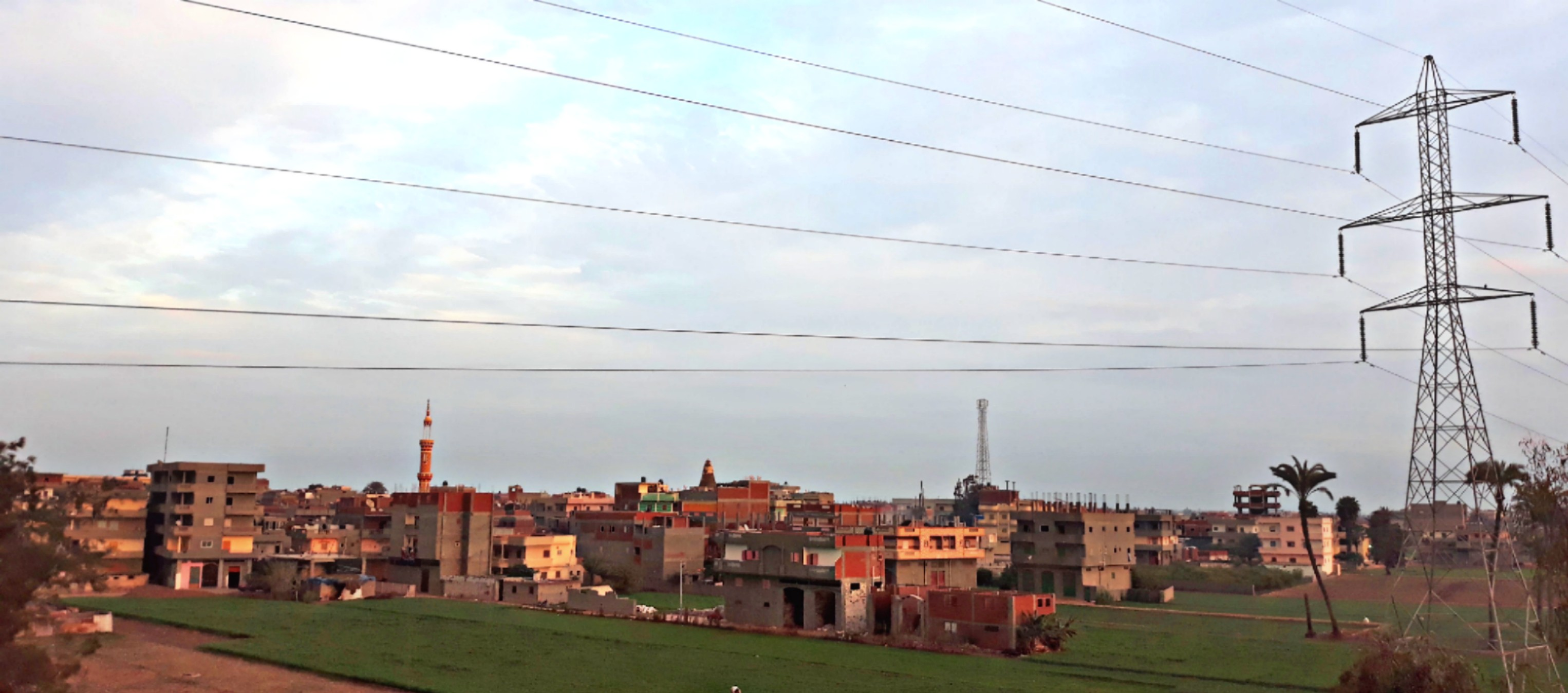
الجزء الغربي من قرية سنطيس ويظهر حي زهران وجزء من ريفها الغربي